# Roberto Gomes Pedrosa
Roberto Gomes Pedrosa (Rio de Janeiro, 1913. július 8. – Rio de Janeiro, 1954. január 6.) brazil labdarúgókapus.

## Pályafutása
1930 és 1934 között a Botafogo, 1935 és 1937 között az Estudante Paulista, 1938-39-ben a São Paulo labdarúgója volt. A Botafogo csapatával három bajnoki címet nyert.
1934-ben egy alkalommal szerepelt a brazil válogatottban. Részt vett az 1934-es olaszországi világbajnokságon.

## Sikerei, díjai
Botafogo
- Carioca bajnokság
  - bajnok (3): 1932, 1933, 1934